# Norðfjall
Norðfjall är en kulle i republiken Island. Den ligger i regionen Västfjordarna, 180 km norr om huvudstaden Reykjavík. Toppen på Norðfjall är 513 meter över havet.
Trakten runt Norðfjall är nära nog obefolkad, med mindre än två invånare per kvadratkilometer. Närmaste större samhälle är Bíldudalur, omkring 13 kilometer väster om Norðfjall. Trakten runt Norðfjall består i huvudsak av gräsmarker.